# Juan Valdivieso
Pour les articles homonymes, voir Juan Padilla, Padilla et Valdivieso.
Juan Humberto Valdivieso Padilla, né à Lima le 6 mai 1910 et mort le 2 mai 2007 dans la même ville, était un footballeur et entraîneur péruvien.

## Biographie

### Carrière de joueur
En tant que gardien, Juan Valdivieso est international péruvien à 10 reprises (1930-1938) et encaisse 19 buts. Il participe à la Coupe du monde de 1930 où le Pérou est éliminé au 1er tour, jouant un seul match, contre la Roumanie (défaite 3-1). Il ne joua pas contre l'Uruguay, pays hôte. Il participe aussi aux Jeux olympiques de 1936, jouant contre l'Autriche et la Finlande. Le Pérou atteint les quarts de finale. Il fait partie des joueurs sélectionnés pour le championnat sud-américain de 1939, que le Pérou remporta, sans toutefois jouer de rencontres. Il intègre également l'équipe du Chili-Pérou qui fit une tournée en Europe dans les années 1930.
Même s'il évoluait en tant que gardien de but, il pouvait jouer comme attaquant. Il effectue du reste toute sa carrière à l'Alianza Lima, remportant cinq championnats péruviens et une D2 péruvienne.

### Carrière d'entraîneur
Il entame ensuite une carrière d'entraîneur, tout d'abord avec le Deportivo Municipal, avec lequel il remporte deux championnats péruviens en 1943 et 1950. Il dirige ensuite le Defensor Lima et l'Atlético Chalaco. Il est sélectionneur du Pérou à deux reprises, de 1954 à 1955, puis en 1963.

## Famille
Son fils, Luis Valdivieso (es), fut ministre de l'Économie et des Finances péruvien entre 2008 et 2009, et ambassadeur du Pérou aux États-Unis de 2009 à 2011. Son petit-fils, Juan Pablo Valdivieso, est nageur professionnel, et participa aux Jeux olympiques de 2000 et de 2004 sur le 200 mètres papillon.

## Palmarès

### En tant que joueur
| Alianza Lima - Championnat du Pérou (5) : - Champion : 1927, 1928, 1931, 1932 et 1933. - Championnat du Pérou D2 (1) : - Champion : 1939. |  | Pérou - Championnat sud-américain (1) : - Vainqueur : 1939. - Jeux bolivariens (1) : - Vainqueur : 1938. |

### En tant qu'entraîneur
Deportivo Municipal
- Championnat du Pérou (2) :
  - Champion : 1943 et 1950.